# 2015년 인도 과학 회의 고대 항공기 논란
2015년 인도 과학 회의 고대 항공기 논란은 2015년 1월 4일 인도 뭄바이에서 개최된 제102회 인도 과학 회의에서 발표된 논문을 둘러싸고 일어난 논란이다. 베다 시대 (기원전 1000 ~ 500년)에 항공기가 발명되었다는 내용의 논문 발표에 대해 다양한 분야에서 논쟁이 되었다.

## 개요
2014년 12월, 아난다 J. 보다스 (Anand J. Bodas)와 그의 공동 발표자인 아메야 자뱌드 (Ameya Jadhav)에게 인도 과학 회의에서 강연과 논문 발표가 주어졌다고 발표되었다. 그들의 주장은 오늘보다 발달한 항공기가 고대 인도에 존재하고 있던 것으로, 회의에서 발표하는 논문의 내용도 베다 시대의 항공기에 관한 것이었다. 인터뷰에서 그는 이 거대한 항공기는 다른 행성까지 도달 할 수 있었다고 하였다. 또 전진 밖에 할 수 없는 오늘의 비행기와 달리 이러한 고대의 항공기는 전후 및 좌우로 자유롭게 비행할 수 있었다고 하였다.
보다스는 케랄라 주의 파일럿 양성 학교 교장을 맡고 있고, 쟈바드는 스와미 비베카난드 국제 학교와 주니어 칼리지에서 교편을 잡고 있다. 그들의 주장은 바이마니카 샤스트라를 출처로 삼았다. 또, 회의적인 의견에 대해 현대 과학은 설명 할 수 없는 것을 무엇이든 부정하려고 한다고 반박하고 있다. 그는 고대의 항공기에 대해 오늘까지 남아있는 공학적인 영상은 500개 중 겨우 100개에서 120개에 지나지 않기 때문에 설명이 되지 않는 것은 당연하다 주장하고 있으며 세월이 흐르거나 외국의 지배와 도난으로 인도 외부로 반출된 것으로 잃어버린 것이라고 말하고 있다.
2015년 1월 3일부터 뭄바이 대학교의 카리나 캠퍼스에서 5일간 회의가 열렸다. 그들의 논문은 4일 열린 '산스크리트를 통해 본 고대의 과학'에 관한 심포지엄에서 발표되었다. 이 심포지엄에서는 동시에 '고대 인도에서 식물의 공학적 응용', '요가의 신경 과학', '고대 인도의 외과 수술의 발전', '고대 인도의 건축과 토목 공학의 과학적 원리'라는 내용의 발표도 이루어졌다.

## 반응
2014년 12월 미국 항공 우주국 (NASA) 에임스 연구 센터의 람 프라사드 간디라만은 논문을 발표하지 말라고 탄원서를 보냈다. 이 청원에는 12월 31일까지 220명의 과학자와 연구 기관 관계자의 서명이 모였다. 간디라만은 논문을 사이비 과학이라고 비판하였으며, 신화와 과학을 혼동하면 안된다라고 말하였다.
산스크리트 문헌에 등장하는 항공기에 대해 논문을 발표한 경험이 있는 인도 과학원 교수인 S. M. 데슈판데는 사이비 과학으로 결정할 것이 아니라 지적 호기심이 생기면 조사해야 한다는 것이었다. 그러나 그는 자신의 논문에서 바이마니카 샤스트라에 묘사되어 있는 항공기는 비행 능력이 아니라 고대의 것으로 여겨지는 이 문헌에 관해서도 1904년부터 거슬러 올라갈 수 없다고 결론짓고 있다.
또 다른 인도 과학원의 교수인 H. S. 무쿤다는 이번 논문의 발표에 대해 부정적인 의견, 긍정적인 의견 양측에게 강연의 장을 제공한다고 비판했다. 그리고 과거에 부정적인 결론을 내린 과학자들의 견해가 잘못되었다고 한다면, 왜 실제로 행해질 모형이 만들어지지 않았냐고 묻고 있다.
국가 항공 연구소 (NAL)의 로담 나라심하는 고대 인도에 항공기가 한 가정에서 신뢰할 수 있는 증거가 존재하지 않는다고 하고 있다. 그에 따르면 바이마니카 샤스트라는 과학적인 조사가 있지만 그 내용은 과학적 근거에 부족하다고 결론이 나있다고 말했다.
천체물리학자 자얀트 나를리카르는 고대 인도의 과학을 자랑하는 것은 좋지만, 과학자는 근거없는 주장을 해서는 안된다고 말했다. 그는 "우리는 증거에 의해 증명된 것만을 자랑한다. 증거도 없이 자기 의견을 주장하면 인도의 과학자들이 과거에 얻은 성과와 신뢰성까지 폄하된다.". 또한, "인도인에 의한 수학에 기여도는 서양도 인정하고 있다. 이상한 주장을 시작하면 과학계에서 인도 사람이 쟁취하는 현재의 평가까지도 잃게 된다."고 하였다.
경제학자이자 노벨상 수상자인 아마르티아 센은 고대 인도가 과학적으로 성과가 있었다는 증거가 필요하다고 말하고 있다. 그는 "하늘을 나는 아이디어 자체는 인간의 탄생부터 존재하며, 신화 중에서도 사람이 하늘을 날았다는 이야기는 많다고 전해지고 있다. 그들이 진실이라고 한다면 증거를 찾을 수 있다는 것이다."라고 말했으며, 증거가 결여된 주장이라면 지금까지도 얼마든지 존재하고 있다고 비판했다.
뭄바이 대학교 산스크리트어 학장인 가우리 마훌리카르는 논문 발표의 장을 제공한 것에 관해서는 긍정적인 의견을 보이고있다. 그는 만일 이 논문이 산스크리트어 학자가 발표한 것이면 거리낌 없이 기각되어야 하지만, 논문 발표자 보다스는 파일럿이며, 아메야 자댜브는 공학 석사이자 산스크리트 문학 석사이기 때문에 쉽게 무시해서는 안된다고 하였다.

## 같이 보기
- 비마나
- 고대 우주비행사설